# Londoni Értéktőzsde

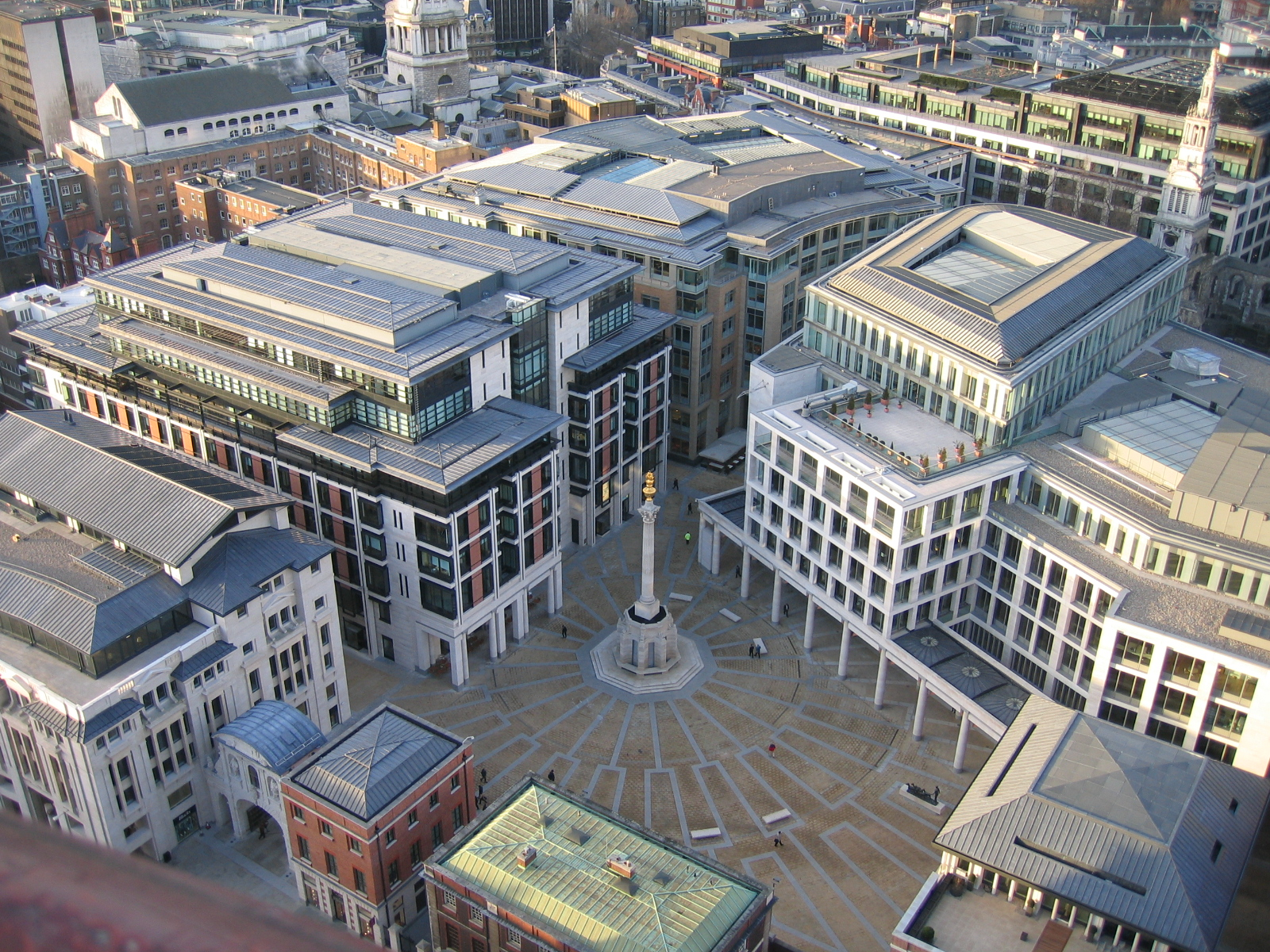
Paternoster Square. Az LSE székhelye a kép jobb oldalának jórészét elfoglaló épület.

A Londoni Értéktőzsde (angolul London Stock Exchange vagy LSE) 1801-ben alapított részvénytőzsde Londonban, az Egyesült Királyságban.
Egyike a világ legnagyobb részvénytőzsdéinek, amelyen a brit vállalatok részvényei mellett sok külföldi cég papírjai forognak (köztük például a magyar MOL, OTP Bank, Wizz Air). Az LSE-n 3233 részvénnyel kereskednek.
Az LSE London Stock Exchange Group plc vállalat része.
Székhelye jelenlegPaternoster téren (Paternoster Square), az Szent Pál-székesegyház közelében.)